# Bruno Brommer
Bruno Brommer (* 7. Januar 1951 in Speyer) ist ein deutscher Diplomat und war von 2011 bis 2016 Botschafter in Burundi.

## Leben
Nach dem Abitur studierte Brommer Geschichte und Politikwissenschaften und schloss dieses Studium mit einem Magister ab. 1980 trat er in den Auswärtigen Dienst ein und fand nach Abschluss der Laufbahnprüfung für den höheren Dienst Verwendungen im Auswärtigen Amt sowie an den Botschaften in Algerien und Österreich. 
Nach einer Tätigkeit von 1992 bis 1993 als Ständiger Vertreter des Botschafters in Lettland wurde er 1993 als Protokollchef in der Staatskanzlei des Freistaats Sachsen. Nach Beendigung dieser Tätigkeit war er zwischen 1995 und 1999 Mitarbeiter im Auswärtigen Amt und danach für eine Tätigkeit als Stabschef bei der Expo 2000 in Hannover beurlaubt, ehe er von 2000 bis 2004 Ständiger Vertreter des Botschafters in Kenia war. 
Daraufhin war er von 2004 bis 11. Juli 2005 Leiter der Außenstelle Herat der Botschaft in Afghanistan sowie im Anschluss seit 11. Juli 2005 Generalkonsul in Straßburg.
Im Anschluss war er als Botschaftsrat Leiter der für die Republika Srpska zuständigen Außenstelle Banja Luka der Botschaft in Bosnien und Herzegowina. Im August 2010 wurde die Außenstelle in der Republika Srpska geschlossen.
Im August 2011 war Bruno Brommer als Nachfolger von Joseph Weiß, der wiederum Botschafter in Togo wurde, Botschafter in Burundi.